# Pomnik cara Aleksandra II w Białowieży

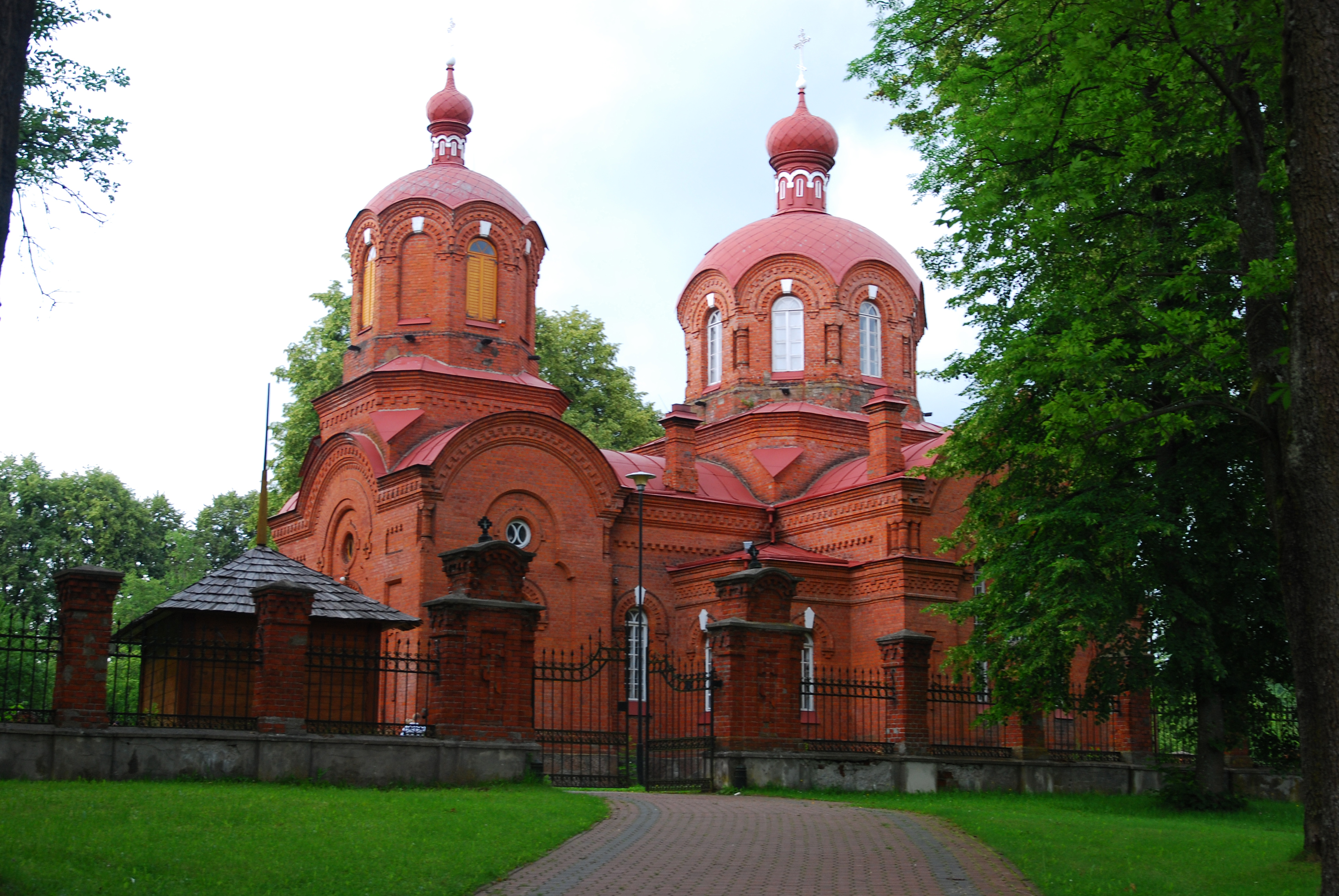
Cerkiew św. Mikołaja w Białowieży. W jej bezpośrednim sąsiedztwie znajdował się pomnik-popiersie Aleksandra II

Pomnik Aleksandra II w Białowieży – carski pomnik w Białowieży, zniszczony po 1918 roku.
Pomnik został odsłonięty 22 lipca 1912 i poświęcony na otoczonym drewnianym płotem placu przed cerkwią prawosławną w Białowieży. Był to jeden z egzemplarzy produkowanego masowo przez fabrykę Edwarda Nowickiego w Petersburgu popiersia Aleksandra II (w ciągu trzech lat, od 1911 do 1914, wyprodukowano ich trzy tysiące). Było ono wykonane z cynku pokrytego brązem i cieszyło się szczególną popularnością ze względu na niską cenę – 150 rubli. Aleksander II był na nim ukazany w galowym mundurze, zaś rzeźba znajdowała się na postumencie w kształcie piramidy ze ściętym wierzchołkiem.
Na cokole pomnika znajdowało się rosyjskie godło państwowe, zaś nad nim napis w języku rosyjskim: Miłościwy Imperator Samodzierżca Całej Rosji Aleksander-Wyzwoliciel panował od 1855 do 1881 roku. Pod godłem umieszczono natomiast końcowe wersy ukazu carskiego z 1861, w którym Aleksander II znosił pańszczyznę. Całość wznosiła się na wysokość 2,3 metra.
Po 1918 monument został zniszczony. Na jego miejscu ustawiono głaz upamiętniający ofiary II wojny światowej.
Identyczny pomnik Aleksandra II, również powstały w fabryce Nowickiego, został odsłonięty rok później we wsi Pawły. 